# Ho mãn tính
Ho mãn tính là bệnh mạn tính của chứng ho, đôi khi định nghĩa là ho nhiều hơn vài tuần hoặc vài tháng. Thuật ngữ này có thể được sử dụng để mô tả các nguyên nhân khác nhau liên quan đến ho, 3 nguyên nhân chính là;  Hội chứng ho đường hô hấp trên, hen suyễn và bệnh trào ngược dạ dày thực quản. Nó xảy ra ở đường hô hấp trên của hệ hô hấp. Nói chung, ho kéo dài khoảng 1-2 tuần, tuy nhiên, ho mãn tính có thể tồn tại trong một khoảng thời gian dài được xác định là 6 tuần hoặc lâu hơn. Những người bị ho mãn tính thường trải qua nhiều hơn một nguyên nhân. Do bản chất của hội chứng, các phương pháp điều trị được sử dụng là tương tự nhau tuy nhiên có một số phương pháp điều trị tiếp theo là khác biệt.

## Dấu hiệu và triệu chứng
Các triệu chứng thường gặp trong ho mãn tính bao gồm sổ mũi hoặc nghẹt mũi, cảm giác có chất lỏng chảy xuống sau cổ họng (chảy nước mũi sau), hắng giọng thường xuyên (ho) và đau họng, khàn giọng, khò khè hoặc khó thở, ợ chua hoặc chua nếm trong miệng của một người, và trong những trường hợp hiếm hoi ho ra máu.

### Biến chứng
Ho kéo dài và kích thích liên tục đường hô hấp trên có thể là vấn đề đối với những người bị ho mãn tính. Do ho liên tục, điều này có thể cản trở cuộc sống hàng ngày của một cá nhân. Do đó, sự can thiệp này có thể gây ra các vấn đề khác như ảnh hưởng đến khả năng của một người để đảm bảo giấc ngủ ổn định, mệt mỏi vào ban ngày, khó tập trung tại nơi làm việc hoặc trường học, đau đầu và chóng mặt. Các biến chứng nặng hơn nhưng hiếm gặp hơn bao gồm ngất xỉu, tiểu không tự chủ và gãy xương sườn, do ho quá nhiều.

## Các yếu tố rủi ro
Phát triển ho mãn tính có thể xảy ra từ các lựa chọn lối sống khác nhau. Chúng bao gồm hút thuốc lá mà cá nhân hút thuốc hoặc thở khi tiếp xúc với người khác. Tiếp xúc lâu dài với khói thuốc có thể gây kích ứng đường thở và dẫn đến ho mãn tính và trong trường hợp nghiêm trọng là tổn thương phổi. Các yếu tố rủi ro khác bao gồm tiếp xúc với không khí. Các cá nhân làm việc trong các nhà máy hoặc phòng thí nghiệm liên quan đến hóa chất có cơ hội bị ho mãn tính do tiếp xúc lâu dài.